# Kildalkey
Kildalkey (irisch Cill Dealga, deutsch: Dealgas Kirche) ist ein Dorf und ein Townland in der Republik Irland mit 739 Einwohnern (Stand 2022); gegenüber der Volkszählung 1996 hat sich die Einwohnerzahl damit fast verfünffacht.

## Lage
Kildalkey liegt im Westen der Grafschaft Meath etwa sieben Kilometer westnordwestlich von Trim und etwa fünf Kilometer südlich von Athboy. 

## Geschichte

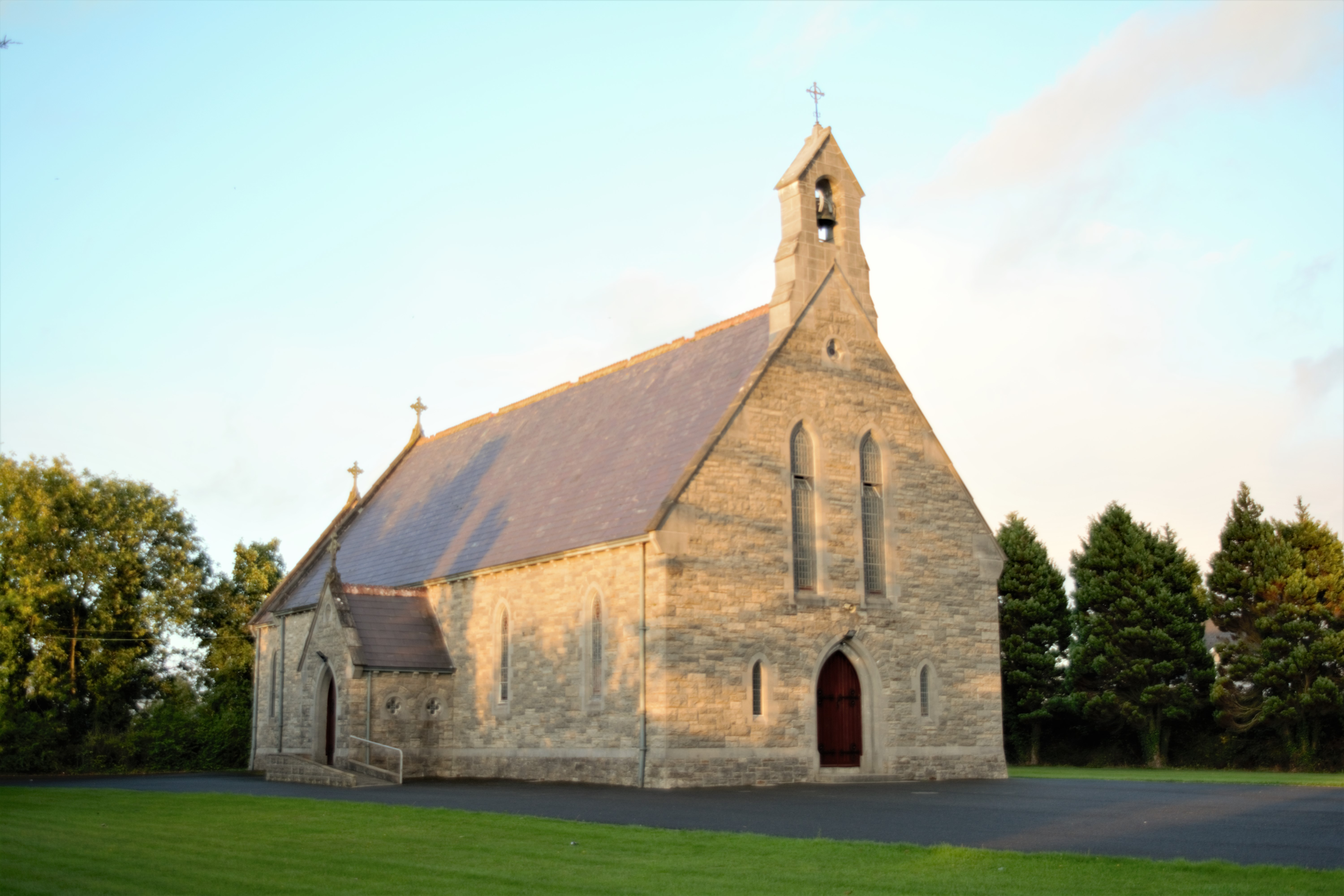
St Dympna’s Church

Die Örtlichkeit wird bereits im Book of Kells erwähnt. Im fünften Jahrhundert soll der Heilige Mo-Luog ein Kloster hier gegründet haben. Als einer der ersten Äbte ist der Heilige Trien als Schüler des Heiligen Patricks genannt.
622 kam es hier zu einem Gefecht zwischen Conall Guthbinn, dem König von Uisnech, mit seinen Cousins. Um 724 soll Cináed mac Írgalaig hier im Gefecht von Cenn Deilgden Fogartach mac Néill geschlagen und getötet haben, sodass er König von Brega wurde. 
Das Moyrath Castle wurde um 1430 südlich von Kildalkey errichtet, ist aber nicht mehr erhalten. 
1856 wurde eine anglikanische Kirche St. Mary zwei Kilometer westlich von Kildalkey nach den Entwürfen des Architekten Joseph Welland erbaut, die in den 1960er Jahren wieder abgebrochen wurde.
Die katholische Kirche St. Dymphna wurde nach den Entwürfen von William Henry Byrne erbaut und 1898 geweiht.
1931 wurde die Grundschule errichtet.